# 苏丹沙烈胡丁
苏丹沙烈胡丁殿下（Al-Aminul Karim Sultan Sallehuddin ibni Almarhum Sultan Badlishah，1942年4月30日出生）是吉打州的第29任苏丹。
他是已故苏丹阿卜杜勒哈林·穆阿扎姆·沙阿殿下（吉打州第28任苏丹）的弟弟。

## 早年生活
苏丹沙列胡丁于1942年4月30日出生在其祖父苏丹阿卜杜勒哈米德·哈利姆·沙阿统治期间。其母亲东姑阿斯玛是登嘉楼苏丹苏莱曼·巴德鲁阿兰·沙阿的次女。殿下出生于英属殖民时期的吉打王室宫殿——安南武吉宫（Istana Anak Bukit）。出生时名为东姑马哈茂德·沙列胡丁，并在安南武吉宫长大。
东姑沙列胡丁是14个兄弟姐妹中的第九位，也是七位王子中的第六位。他的父亲是已故苏丹巴德里沙阿（1894-1958），吉打第27任苏丹；母亲是已故苏丹阿斯玛（1911-1994），她是登嘉楼苏丹苏莱曼·巴德鲁阿兰·沙阿的女儿。
他的亲生兄弟姐妹包括已故丹斯里东姑安努亚、丹斯里东姑阿卜杜勒哈米德·塔尼、拿督斯里东姑霍斯娜、拿督东姑比沙拉、拿督东姑巴德里亚图·贾马尔、拿督东姑卡玛莉亚和拿督哈嘉东姑纳菲莎。他的同父异母兄弟姐妹包括已故东姑阿卜杜勒哈米德、已故端姑阿卜杜勒哈利姆、已故东姑阿卜杜勒马利克、已故东姑曼苏尔、已故拿督斯里东姑哈米达和拿督斯里东姑萨金娜。
东姑沙列胡丁在阿罗美拉（Alor Merah）马来学校接受早期教育，随后在苏丹阿卜杜勒哈米德学院（Kolej Sultan Abdul Hamid）继续学业。后来，他在印度普纳的军事工程学院（College of Military Engineering Poona）接受了高等教育。

## 军事生涯
东姑沙列胡丁的军事生涯开始于1962年7月23日至1963年6月30日在印度德拉敦的印度军事学院接受学员训练。1963年10月23日，殿下被委任为马来皇家军团（RAMD）少尉。1964年2月12日，殿下升任中尉，并被派往位于吉兰丹哥打巴鲁彭卡兰切帕的第2营马来皇家团服役。后来，殿下晋升为上校。
在服役期间，东姑沙列胡丁曾参与多次在泰国边境地区的安全行动。

## 王位继承人

### 吉打东姑天猛公
东姑沙列胡丁于1981年11月28日被宣布为吉打州的东姑天猛公（Tunku Temenggong）。当其长兄苏丹阿卜杜勒哈林从2011年12月至2016年12月担任国家元首（Yang di-Pertuan Agong）时，东姑沙列胡丁成为吉打州摄政委员会的成员之一，负责协助治理吉打。

### 吉打王储
在祖父统治时期，东姑马哈茂德·沙列胡丁是吉打州王位的第五顺位继承人，排在其哥哥东姑安努亚之后。当祖父于1943年去世，父亲继位成为苏丹巴德里沙阿时，东姑沙列胡丁成为第四顺位继承人。在长兄苏丹阿卜杜勒哈林统治期间，由于苏丹没有子嗣，东姑沙列胡丁被任命为吉打州王储。
当国家元首苏丹阿卜杜勒哈林的任期接近结束时，东姑沙列胡丁于2016年12月12日被宣布为吉打州王储，时年74岁。不久后，在苏丹阿卜杜勒哈林回到亚罗士打的安南武吉宫举行的典礼上，这一宣布被正式公布。当时的吉打州王储是苏丹阿卜杜勒马利克殿下，他于2015年10月29日在苏丹娜巴希雅医院去世。
东姑沙列胡丁的宣布仪式在苏丹阿卜杜勒哈林回国的迎接仪式上由吉打州政府秘书拿督巴卡丁进行，苏丹的长兄也在场见证。随后，东姑沙列胡丁宣誓并签署吉打州王储的宣誓文件，由州最高法官拿督谢赫阿卜杜勒拉赫曼阿卜杜拉和高等法院法官拿督哈希姆哈姆扎见证。随后，吉打苏丹殿下赐予象征王储身份的宝剑，仪式伴随着皇家乐队演奏和九发礼炮的鸣响。
此外，东姑沙列胡丁还担任多个重要职位，包括赛柏再也医科大学的校监和吉打州伊斯兰宗教理事会主席。

## 统治时期

### 吉打苏丹
在长兄已故苏丹阿卜杜勒哈林下葬之前，时年75岁的东姑沙列胡丁于2017年9月12日被宣布为吉打州第29任苏丹，接替于前一天，即2017年9月11日去世的兄长苏丹阿卜杜勒哈林·穆阿扎姆·沙阿。吉打州大臣拿督斯里阿末巴沙·穆罕默德哈尼法于当天中午1点55分在安南武吉宫宣布了这一消息。
根据吉打州宪法第九条规定，吉打州王位的继承由立法会议讨论决定。宣布后，皇家事务司拿督赛义德乌南马什里·赛义德阿卜杜拉陪同东姑沙列胡丁登上王座，仪式现场三次高呼“陛下万岁”，随后皇家仪仗队吹奏号角，吉打州大穆夫提拿督谢赫法迪尔阿旺诵读祷文。继承决定是在其兄长去世当天由吉打州继承会议决定的。
在75岁登基时，苏丹沙列胡丁成为最年长的在位君主，打破了泰国国王哇集拉隆功的纪录。哇集拉隆功国王于2016年10月13日正式登基时年64岁，接替了逝世的泰王普密蓬·阿杜德。
苏丹沙列胡丁于2018年10月22日在安南武吉宫的王宫大殿正式加冕为吉打州第29任苏丹。加冕后，殿下正式称号为阿敏努尔卡里姆·苏丹沙列胡丁·伊本尼·已故苏丹巴德里沙阿。此次加冕仪式充满了吉打马来苏丹国的传统和习俗。这是自1959年其已故兄长苏丹阿卜杜勒哈林加冕为第28任苏丹以来，首次举行的苏丹加冕典礼。

## 荣誉，称号及头衔

### 吉打王室荣誉
- 吉打最杰出皇室勋章（DK）
- 吉打最杰出的哈利米家族勋章（DKH）
- Grand Master of the Kedah Supreme Order of Merit (DUK)
- Grand Master of the Most Esteemed Supreme Order of Sri Mahawangsa (DMK)
- Grand Master and Grand Commander of the Illustrious Order of Loyalty to Sultan Abdul Halim Mu'adzam Shah (SHMS, 17.7.2008) with title Dato' Seri DiRaja
- Grand Master and Knight Grand Commander of the Exalted Order of the Crown of Kedah (SPMK) with title Dato' Seri
- Grand Master and Knight Grand Companion of the Illustrious Order of Loyalty to the Royal House of Kedah (SSDK) with title Dato' Seri
- State of Kedah Distinguished Service Star (BCK)
- Silver Jubilee Medal (15 July 1983)
- Golden Jubilee Medal (15 July 2008)

### 馬來西亞王室榮譽
- 马来西亚 :
  -  Recipient of the Order of the Crown of the Realm (DMN)
  -  Commander of the Order of Loyalty to the Crown of Malaysia (P.S.M.) - Tan Sri (2011)[1]
  -  Commander of the Order of Military Service of Malaysia (PGAT)
  -  Mentioned in dispatches (KPK)
- 吉兰丹 :
  -  Recipient of the Royal Family Order (DK) (Al-Yunusi Star)
  -  Knight Grand Commander of the Order of the Crown of Kelantan (SPMK) (Al-Muhammadi Star) with title Dato'
- 柔佛 :
  -  First Class (DK I) of the Most Esteemed Royal Family Order of Johor
- 霹靂 :
  -  Recipient of the Royal Family Order of Perak (DK)
- 雪蘭莪 : 
  -  First Class of the Royal Family Order of Selangorb(DK I)
- 森美蘭 :
  -  Member of the Royal Family Order of Negeri Sembilan (DKNS)
- 玻璃市:
  -  Member of the Most Esteemed Order of the Gallant Prince Syed Putra Jamalullail (DK)
- 彭亨:
  -  Member 1st class of the Family Order of the Crown of Indra of Pahang (DK I)